# Schönefeld (Leipzig)
Schönefeld ist ein im Nordosten Leipzigs gelegener Stadtteil. Nach der kommunalen Gebietsgliederung Leipzigs von 1992 ist das Neubaugebiet Schönefeld-Ost mit einem kleinen Teil von Abtnaundorf ein eigener Ortsteil, während die alte Ortslage zusammen mit dem größeren Teil Abtnaundorfs und weiteren Gebieten den Ortsteil Schönefeld-Abtnaundorf bildet. Beide liegen im Stadtbezirk Nordost.
Vor der Eingemeindung 1915 war Schönefeld ein Dorf und Rittergut bzw. eine Landgemeinde. 

## Geschichte

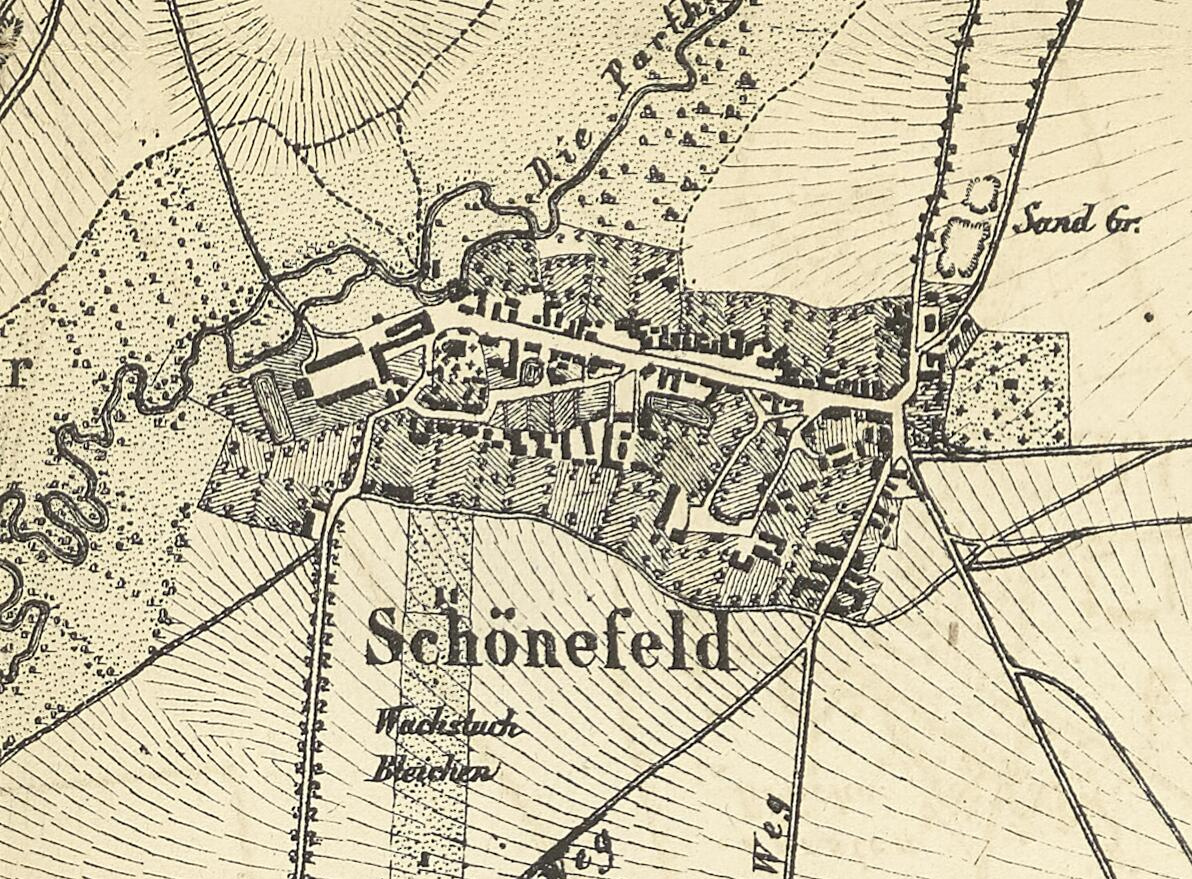
Schönefeld auf einer Karte von 1863

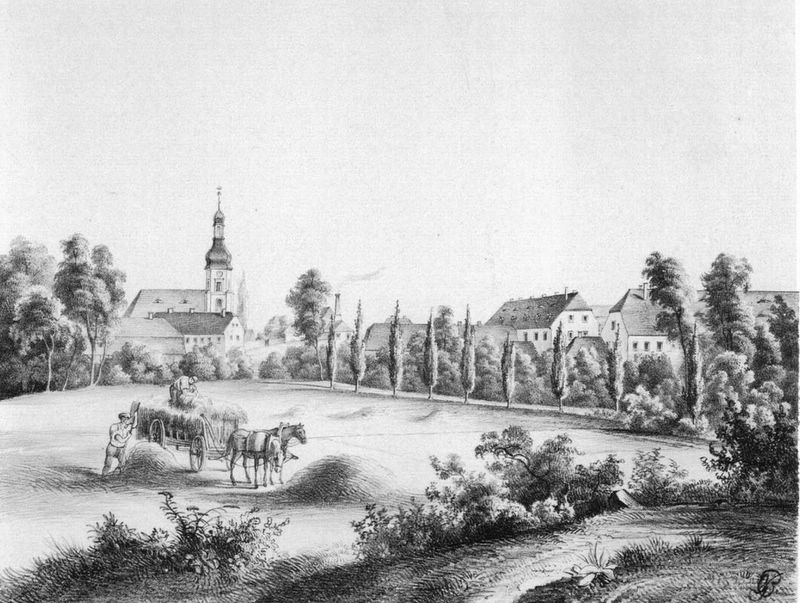
Schönefeld um 1850

Im Jahr 1270 wurde erstmals ein markgräfliches Dorf namens „Schonenvelt“ erwähnt. Der ursprüngliche Dorfanger befand sich zwischen der heutigen Robert-Blum-Straße und der Ossietzkystraße. Von 1307 bis zur Reformation gehörte es dem Augustiner-Chorherrenstift St. Thomas zu Leipzig. 1527 wurde die Dorfkirche nach einem Brand neu erbaut.
Nach Verwüstungen im Dreißigjährigen Krieg ließ der damalige Besitzer Georg H. von Thümmel das Gutshaus in barocken Formen wiedererrichten. Am 27. Mai 1738 wurde dort der Schriftsteller Moritz August von Thümmel geboren. 1747 erbte der Hofrat Johann Friedrich Zeumer (1717–1774) das Rittergut. Dieser vererbte es dem Ehemann seiner Base Christiana Friederika geb. Meurer (1713–1774), dem Kanzleidirektor und Hofrat Johann Christoph Schmidt (1704–1781). Im Jahr 1794 erwarb der aus der Schweiz stammende Pelzhändler Johann Ullrich Schneider (1747–1815) das Rittergut (der sich jedoch aufgrund der konfessionellen Diskriminierung als Calvinist des Merseburger Beamten Ludwig Schneider als „Strohmann“ bediente). Die Nachfolge Johann Ullrich Schneiders traten seine Tochter Marianne (1792–1849) und ihr Ehemann Franz Botho Freiherr von Eberstein (1787–1841) an.

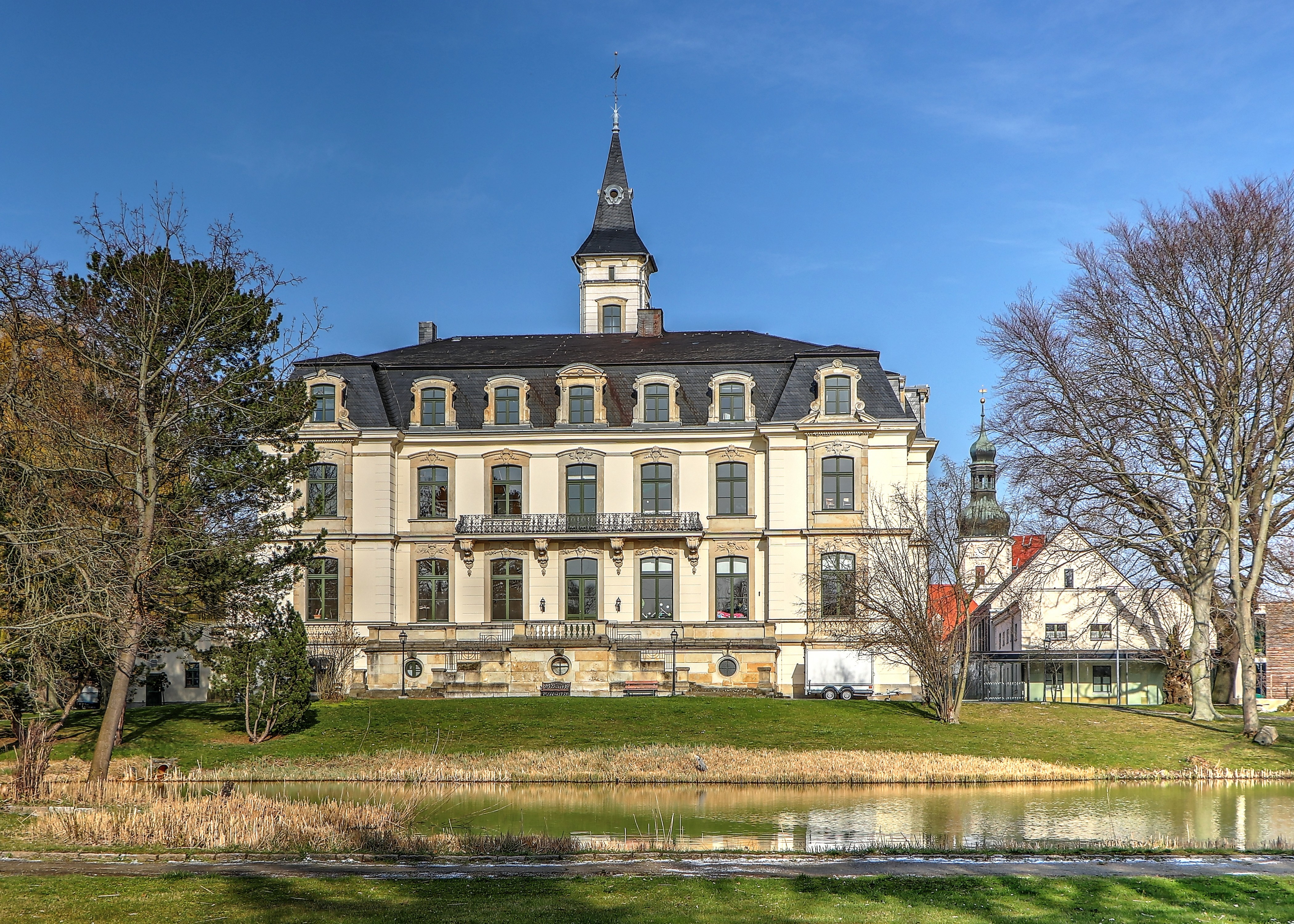
Schloss Schönefeld von Westen, rechts Turm der Gedächtniskirche

Während der Völkerschlacht im Oktober 1813 wurde das Dorf völlig zerstört, doch bereits 1820 wurde der Neubau der noch heute genutzten klassizistischen Gedächtniskirche abgeschlossen. Dort heirateten 1840 Clara und Robert Schumann. Schönefeld gehörte bis 1856 zum kursächsischen bzw. königlich-sächsischen Kreisamt Leipzig.
Im Zuge des Baus der Bahnstrecke Leipzig–Dresden, die über das Gebiet des Rittergutsbezirks Schönefeld (zunächst entlang der heutigen Eisenbahnstraße) verlief, ließ sich der südlich der Trasse gelegene Teil in den 1830er-Jahren nur noch schwer bewirtschafteten. Die Gutsbesitzer Marianne und Franz Botho von Eberstein parzellierten daher das Areal und verkauften es an Immobilienentwickler, die dort ein Arbeiterwohngebiet errichten. Dieses hieß zunächst Colonie Eberstein und wurde 1845 als Neuschönefeld eine selbstständige Gemeinde. Hedwig von Eberstein erbte nach dem Tod ihrer Mutter 1849 das Rittergut. Sie ließ das während der Völkerschlacht zerstörte Schloss 1871–1876 wiederaufbauen. Im Süden des Rittergutsbezirks (nördlich von Neuschönefeld) entstand ab 1870 der Neue Anbau vor Schönefeld, ein weiteres dicht besiedeltes Arbeiterviertel, das 1881 als Neustadt bei Leipzig eine eigene Gemeinde wurde.
Im Zuge des explosionsartigen Wachstums der Leipziger Bevölkerung entwickelte sich auch Schönefeld selbst zunehmend vom Bauerndorf zu einem Arbeitervorort. Die Bevölkerungszahl stieg von 889 Einwohnern im Jahr 1834 auf 4344 (1890) und 14 879 (1910) – trotz der Ausgliederung von Neuschönefeld und Neustadt. Im Bereich der Dimpfelstraße entstanden bereits in den 1880er-Jahren viergeschossige Wohnhäuser in geschlossener Bauweise und Gründerzeitstil. Der Bahnhof Schönefeld an der Bahnstrecke Leipzig–Eilenburg wurde 1888 eingeweiht und in der Folgezeit mit dem Bau des Leipziger Güterrings ausgebaut. Seine Lage – mehr als 2 km östlich des Ortskerns – war jedoch für Schönefeld ungünstig. Der Reiseverkehr wurde 1942 mit der Verlegung der letzten Personenzüge vom Eilenburger Bahnhof zum Hauptbahnhof eingestellt. Bauliche Reste der Reiseverkehrsanlagen dieses Bahnhofs finden sich in der nördlichen Elisabeth-Schumacher-Straße. Zudem erhielt Schönefeld durch die Leipziger Elektrische Straßenbahn 1896, ausgehend von der Mockauer Straße durch die Volbedingstraße, Anschluss an das Leipziger Straßenbahnnetz.
Als Hedwig von Eberstein 1900 kinderlos starb, vermachte sie ihr großes Vermögen der wohltätigen Mariannenstiftung (benannt nach ihrer Mutter Marianne von Eberstein). Zudem verfügte sie testamentarisch, dass das Areal westlich der Lindenallee (heute Schönefelder Allee) unbebaut bleiben sollte. Dort wurde ab 1913 der Volkspark Schönefeld angelegt, der seit 1931 Mariannenpark heißt.

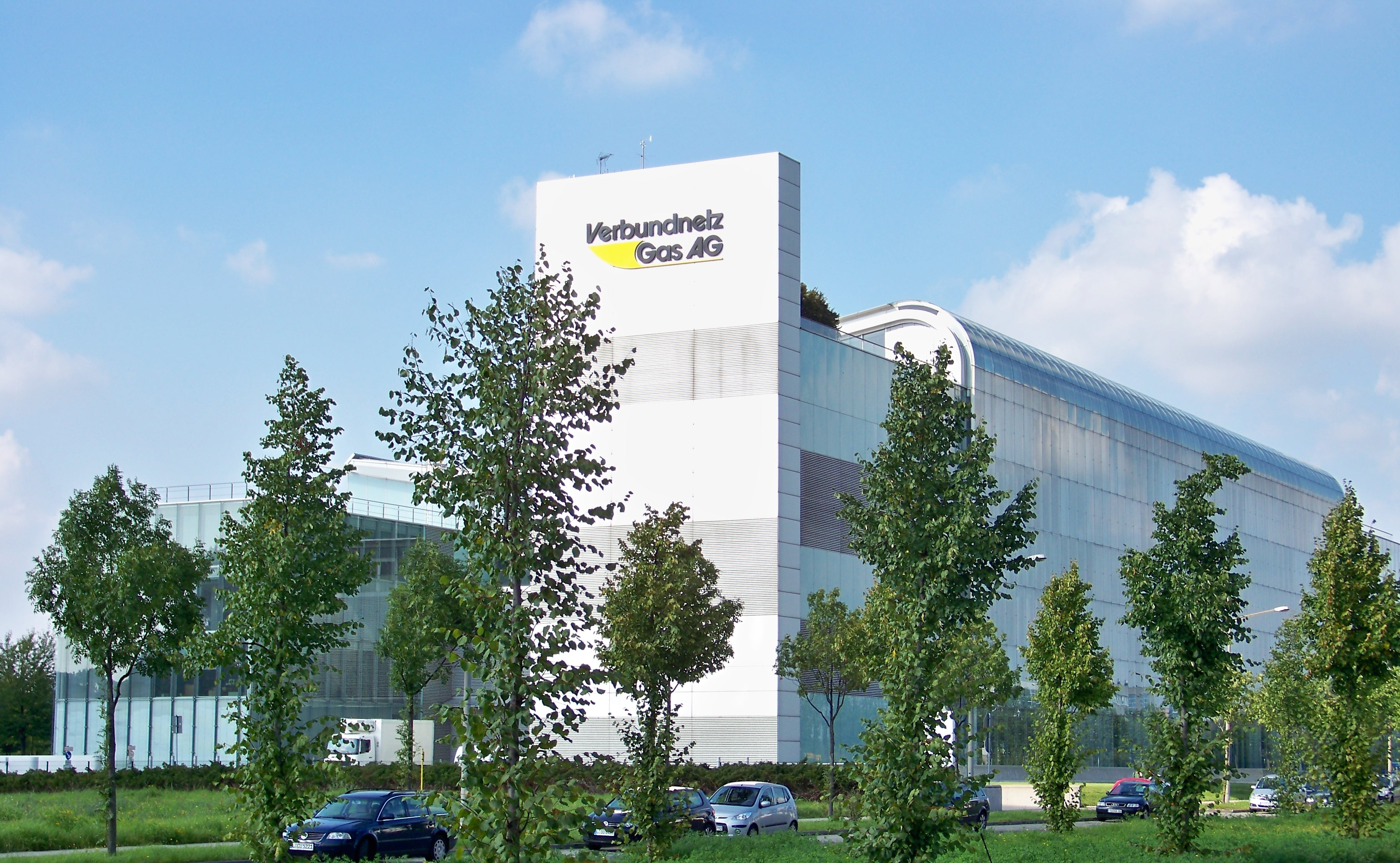
Sitz der VNG AG

Die Gemeinde Schönefeld errichtete 1905–06 ein Rathaus, der Bau kostete rund 380.000 Reichsmark. Ab 1905 wurden östlich der heutigen Gorkistraße, zwischen Kohlweg und Waldbaurstraße, mehrere Häuserblocks mit über 1680 Wohnungen geschaffen, die heute als Schönefelder Höfe bezeichnet werden. 1915 erfolgte schließlich die Eingemeindung Schönefelds nach Leipzig.
In den Jahren 1974 bis 1976 wurde der Neubauwohnkomplex Schönefeld-Ost mit mehr als 4000 Wohnungen errichtet (siehe Plattenbauten in Leipzig). Hier befindet sich auch die Jugendherberge Leipzig in einem modernisierten, ursprünglichen Internatsbau.
Die 1990 gegründete Aktiengesellschaft VNG – Verbundnetz Gas hat ihren Sitz in Schönefeld. Der Ernst Klett Verlag hat eine Zweigniederlassung im Gewerbegebiet in der Braunstraße.
Nach der kommunalen Gebietsgliederung Leipzigs von 1992 bildet das Neubaugebiet Schönefeld-Ost mit einem kleinen Teil von Abtnaundorf einen eigenen Ortsteil, während die alte Ortslage zusammen mit dem größeren Teil Abtnaundorfs und weiteren Gebieten den Ortsteil Schönefeld-Abtnaundorf bilden.

## Bevölkerung
Angaben sind nur für den gesamten Ortsteil Schönefeld-Abtnaundorf und für Schönefeld-Ost verfügbar.
| Jahr | Schönefeld-Abtnaundorf | Schönefeld-Ost |
| ---- | ---------------------- | -------------- |
| 2000 | 09.370                 | 10.095         |
| 2005 | 09.097                 | 09.554         |
| 2010 | 10.106                 | 09.059         |
| 2015 | 12.108                 | 09.438         |
| 2020 | 13.292                 | 09.912         |
| 2024 | 14.052                 | 10.435         |

## Politik
Bei den Wahlen zum Sächsischen Landtag gehört Schönefeld zum neuen Wahlkreis Leipzig 8, bei Bundestagswahlen zum Bundestagswahlkreis Leipzig I (Wahlkreis 152).
Die Bundestagswahl 2021 führte zu folgendem Zweitstimmenergebnis:
| Partei                | Schönefeld-Abtnaundorf | Schönefeld-Ost |  | Stadt Leipzig |
| --------------------- | ---------------------- | -------------- |  | ------------- |
| SPD                   | 18,0 %                 | 27,3 %         |  | 20,9 %        |
| Bündnis 90/Die Grünen | 16,6 %                 | 07,0 %         |  | 18,5 %        |
| Die Linke             | 15,9 %                 | 11,2 %         |  | 13,7 %        |
| AfD                   | 15,9 %                 | 19,2 %         |  | 13,3 %        |
| CDU                   | 11,2 %                 | 19,1 %         |  | 14,0 %        |
| FDP                   | 09,1 %                 | 07,1 %         |  | 10,1 %        |
| Sonstige              | 13,3 %                 | 09,1 %         |  | 09,5 %        |

## Sehenswürdigkeiten
- Sogenanntes Lehrerhaus (Ossietzkystraße Nr. 33)
- Ehemalige Kaiserliches Postamt (Ossietzkystraße Nr. 35), erbaut 1905, Architekt Julius Fritz Drechsler, nach Restaurierung Einrichtung des Betreuten Wohnens
- Schönefelder Rathaus (Ossietzkystraße Nr. 37), erbaut 1904/1905, eröffnet im April 1906, Architekt Julius Fritz Drechsler
- Pfarrhaus der Gedächtniskirche (Ossietzkystraße Nr. 39), fertiggestellt 1823
- Gedächtniskirche, 1816 bis 1820 neu errichtet, klassizistischer Saalbau an der Ossietzkystraße Ecke Zeumerstraße. In ihr heirateten am 12. September 1840 Robert Schumann und Clara Wieck.
- Eberstein-Grabpyramide neben der Gedächtniskirche, 1883–1885 im Auftrag von Hedwig von Eberstein vom Architekten Constantin Lipsius erbaut
- Schloss Schönefeld, 1871–1876 nach der Zerstörung in der Völkerschlacht bei Leipzig 1813 im Auftrag von Baroness Clara Hedwig von Eberstein im Stil des Neobarock nach französischem Vorbild errichtet, Architekt war Bruno Leopold Grimm
- Menzellinde (Naturdenkmal) an der Leostraße/Ecke Lazarusstraße
- Vietnamesische Pagode in der Kamenzer Straße im Gewerbegebiet Nordost[6][7]
- Parthenaue nördlich der Ossietzkystraße und westlich des Schlossesie

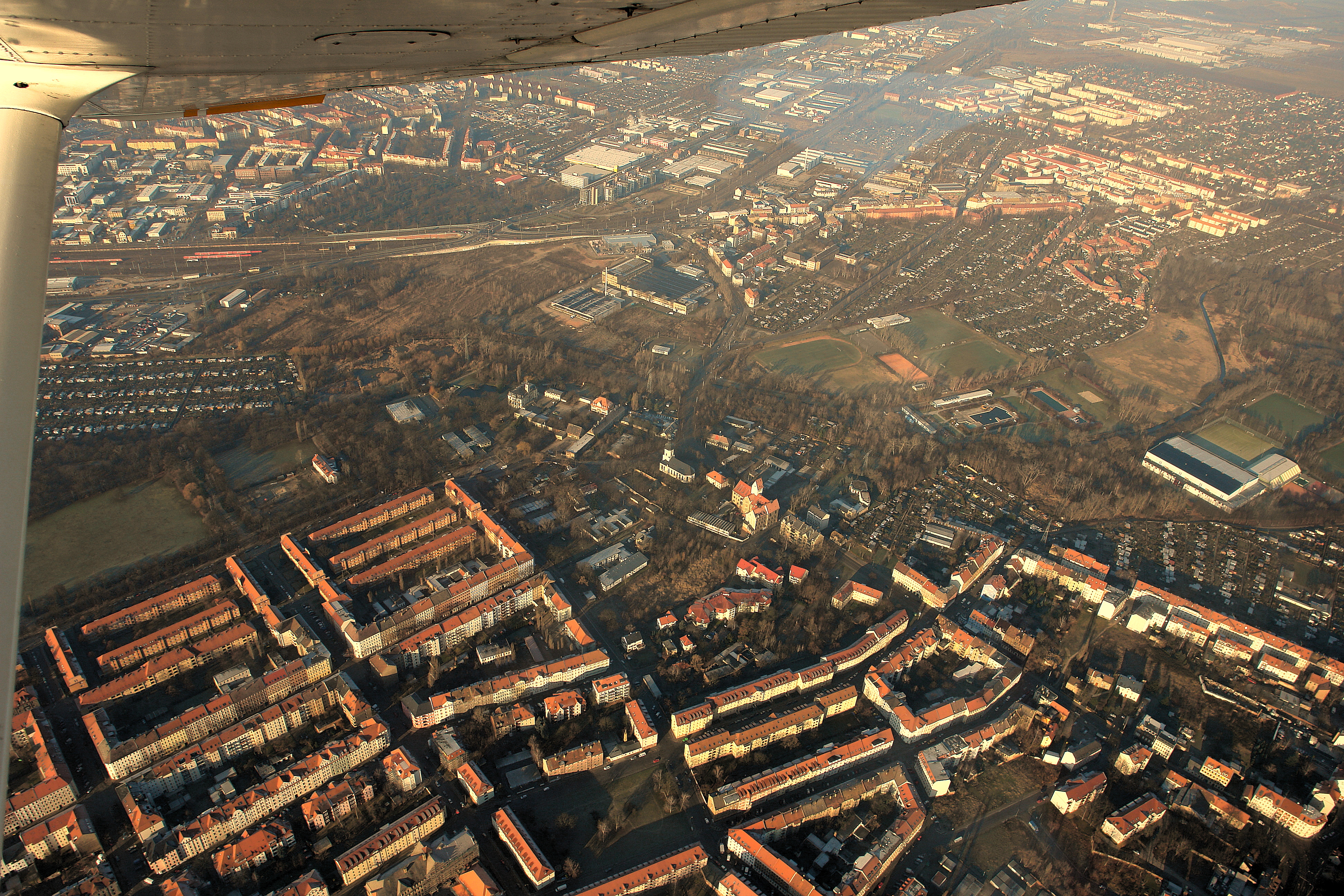
Luftbild (2008)
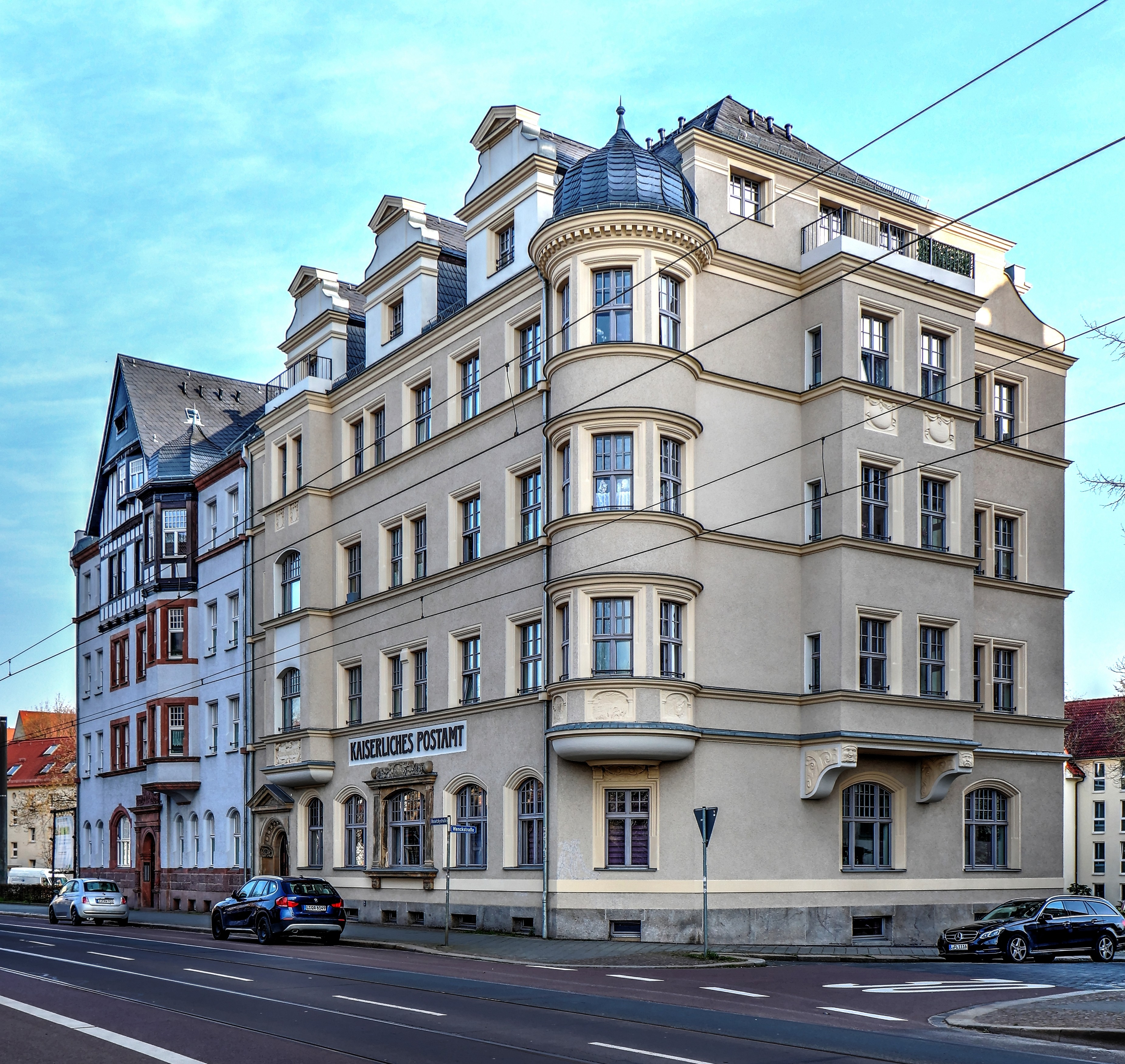
Ehemaliges Kaiserliches Postamt und Lehrerhaus (links)
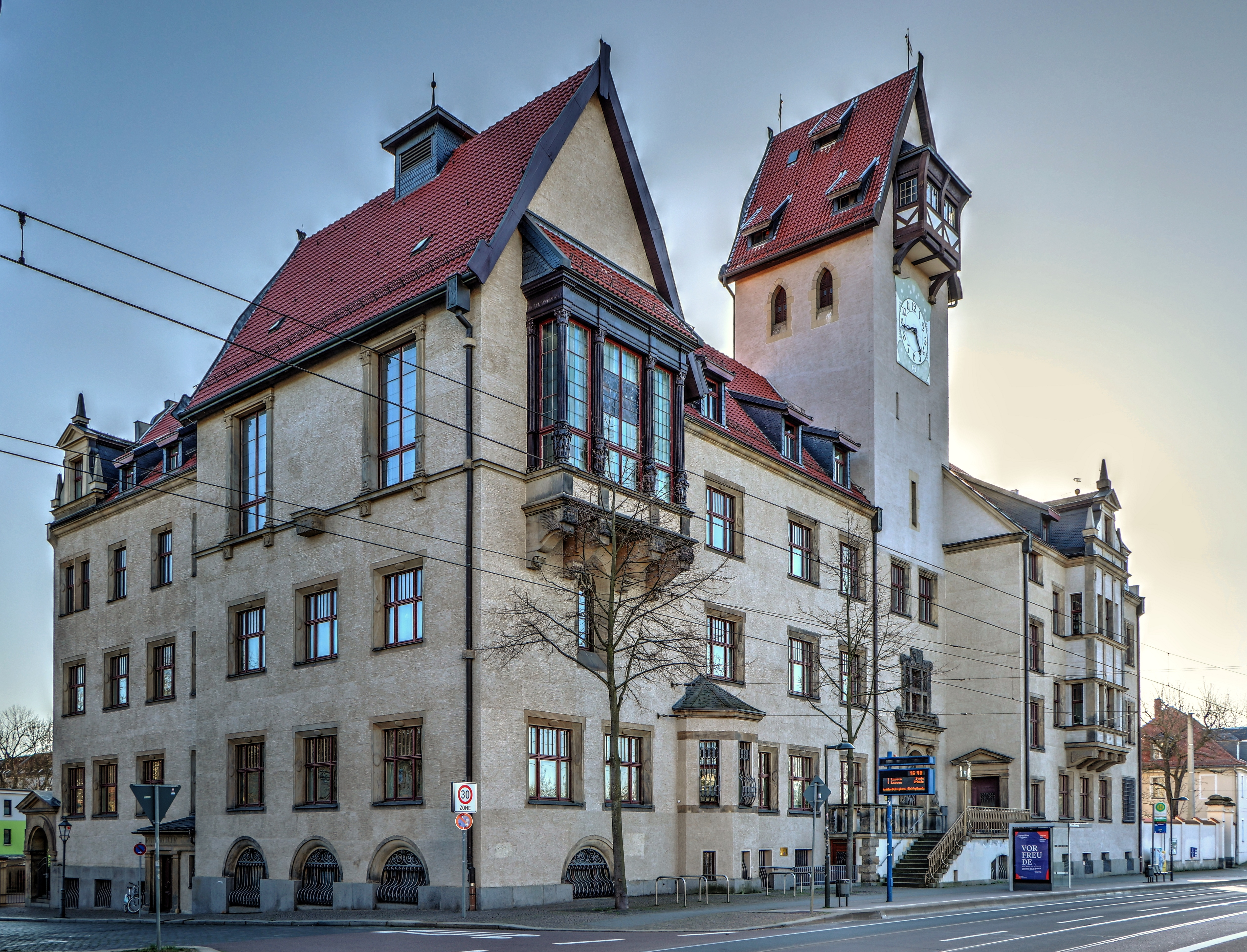
Rathaus Schönefeld
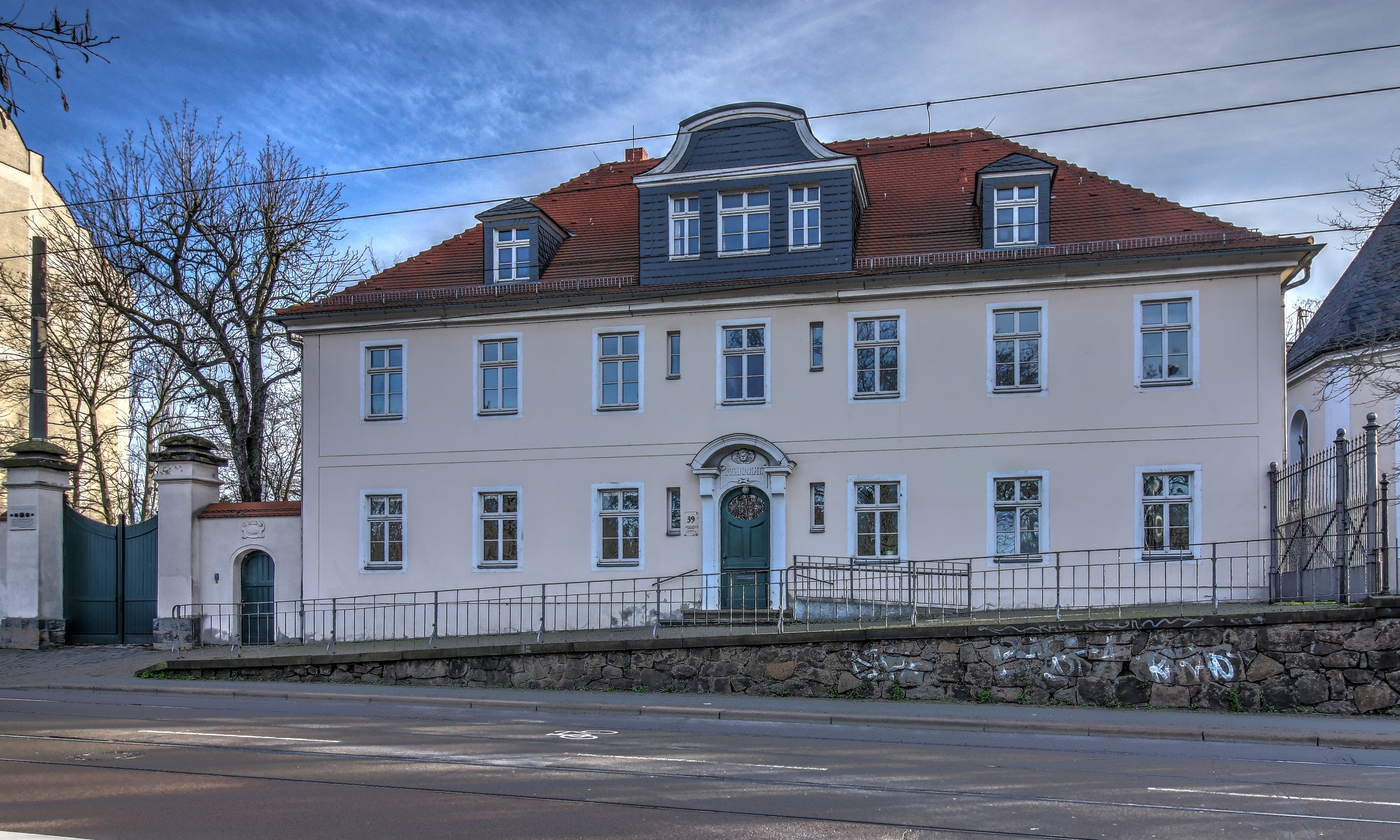
Pfarrhaus
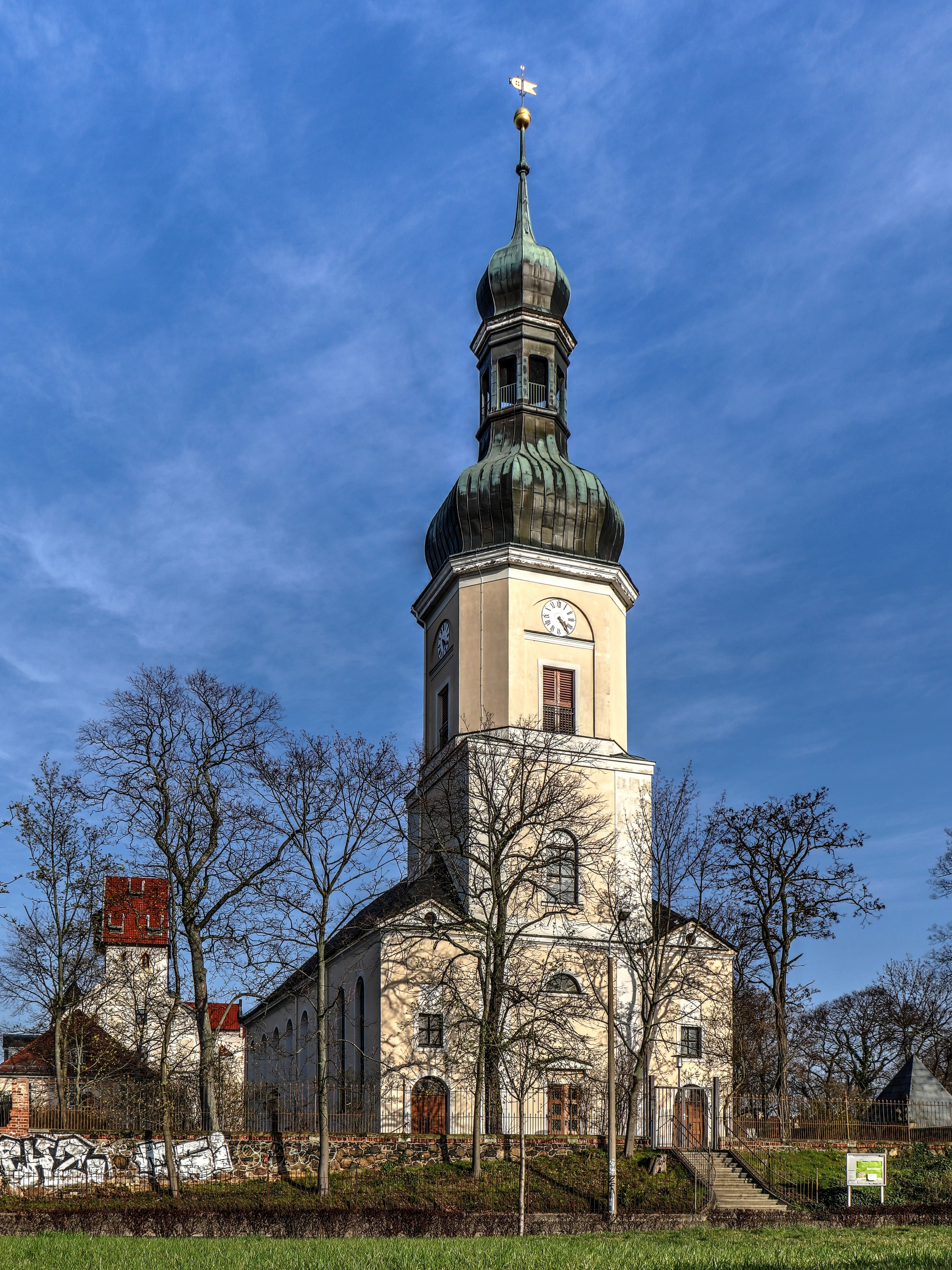
Gedächtniskirche
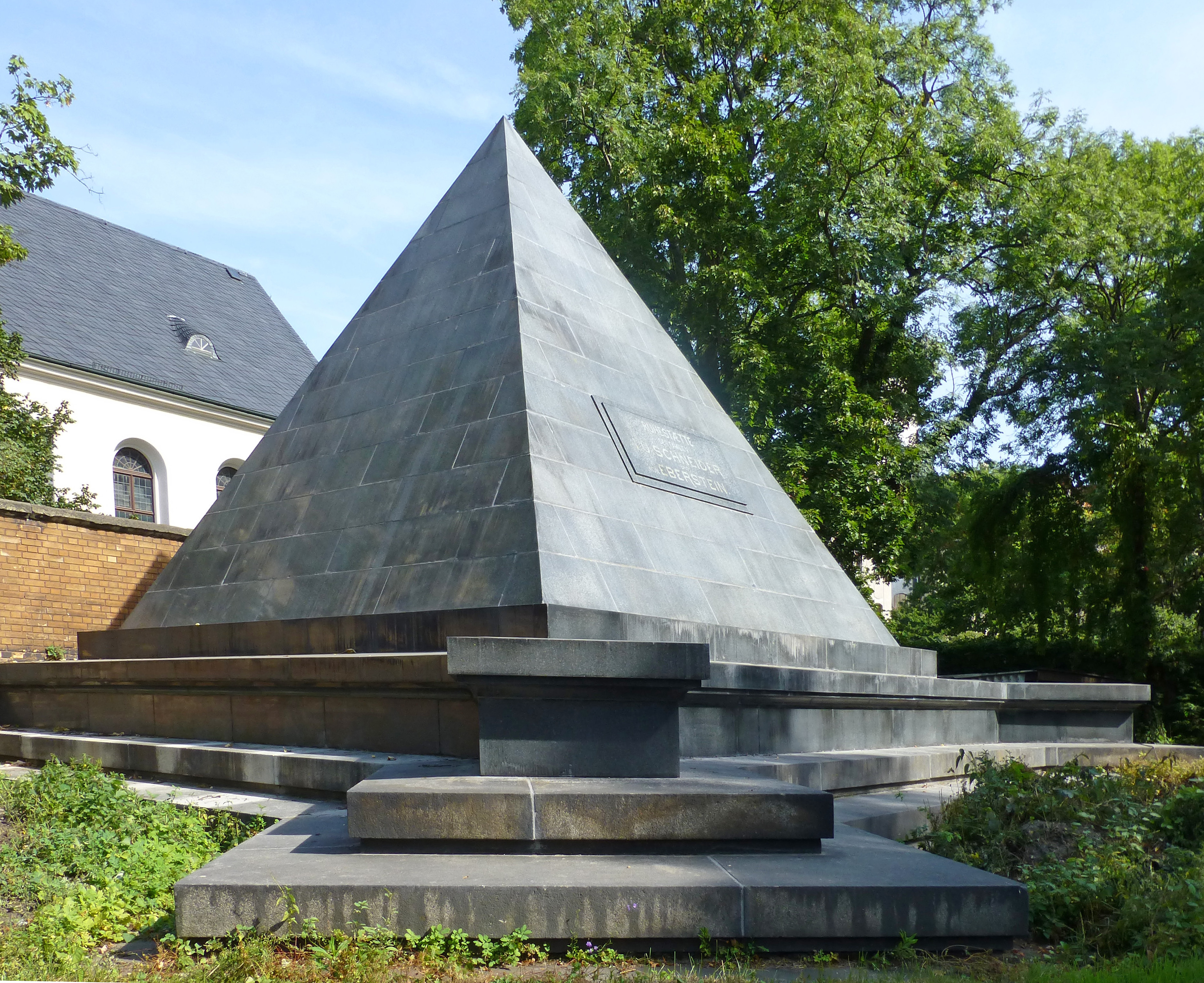
Eberstein-Grabpyramide
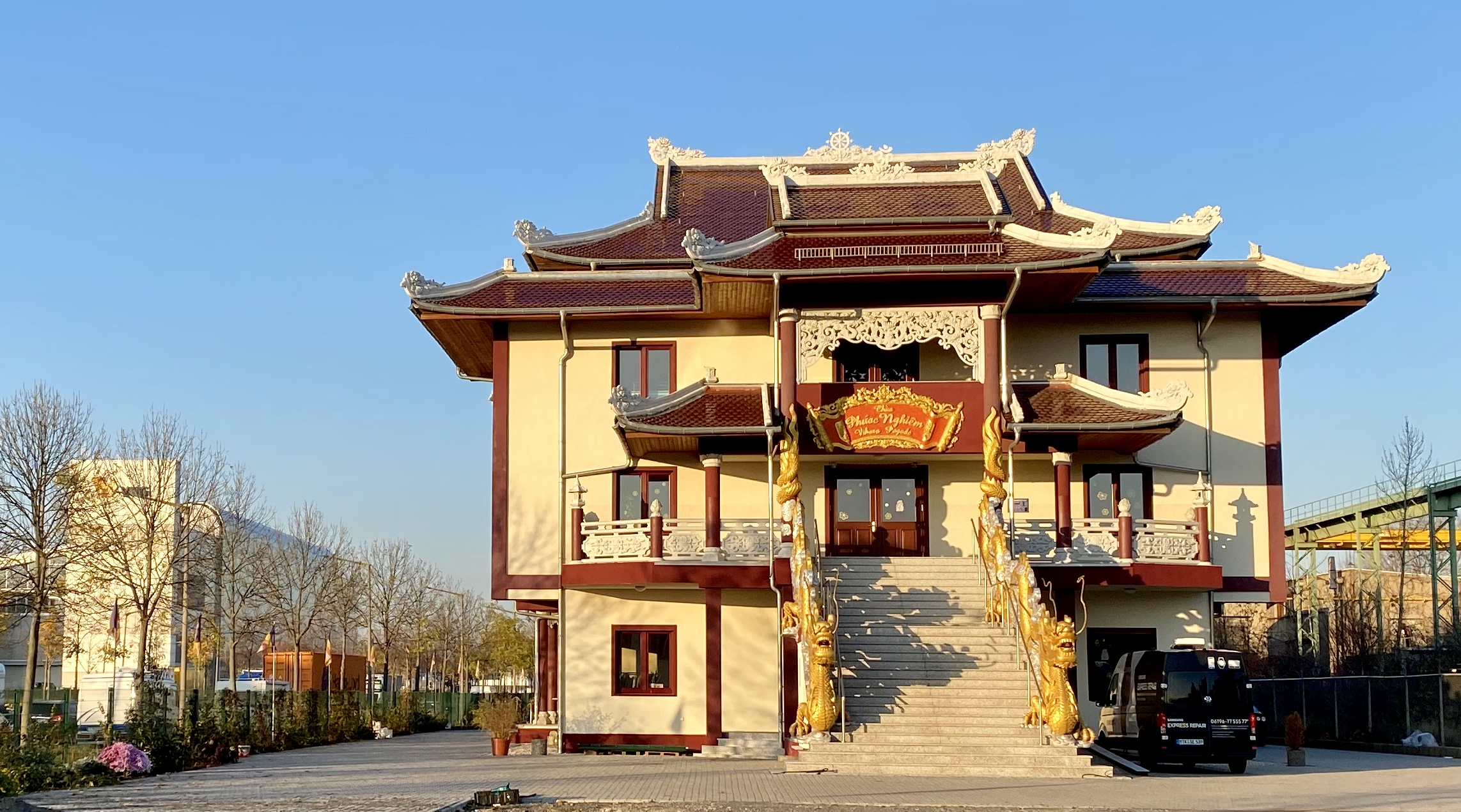
Vietnamesische Pagode
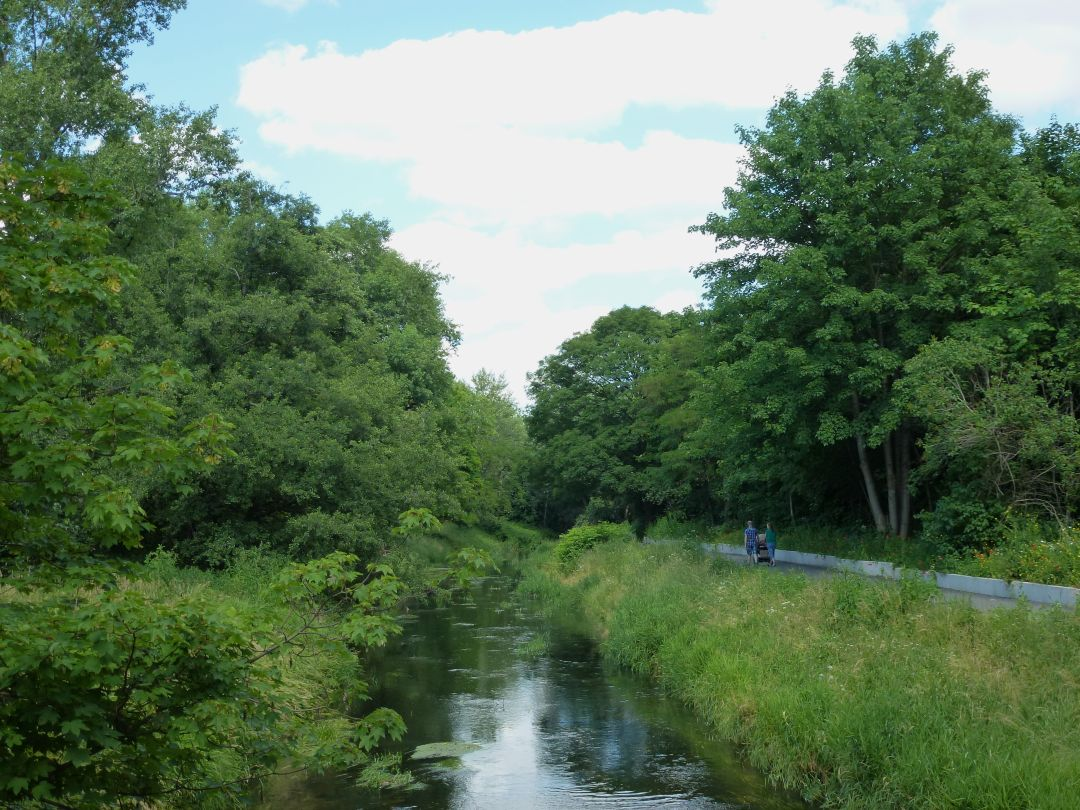
Parthe

## Infrastruktur

### Bildung

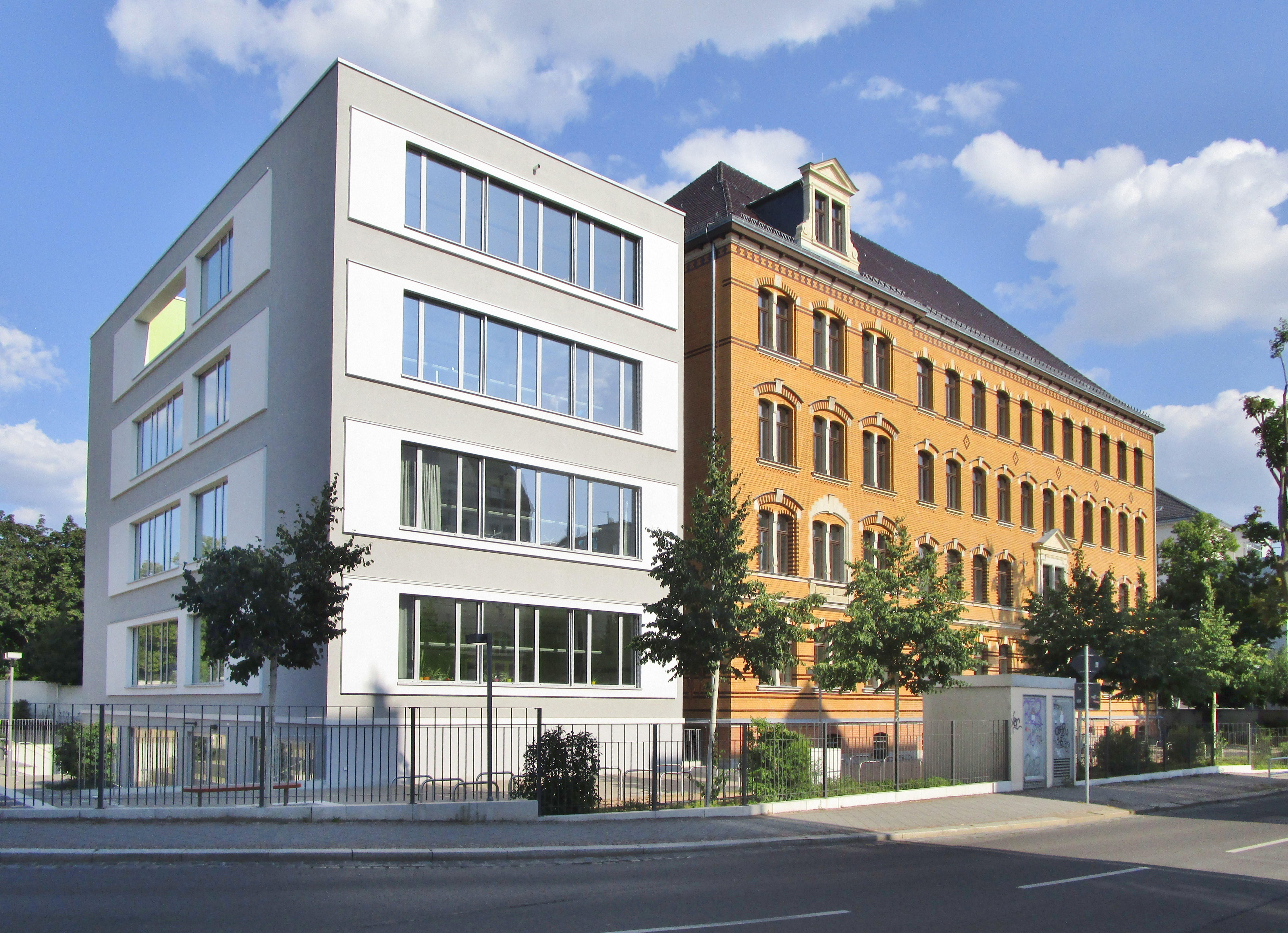
Goethegymnasium mit Erweiterungsbau (2021)

- Goethegymnasium, 2017 eröffnet, aus drei hundertjährigen Schulgebäuden an der Gorkistraße zusammengelegt. Das älteste Gebäude stammt aus dem Jahre 1878 (damals für eine Volksschule gebaut), das zweitälteste aus 1895, das mit einem neuen Anbau für die naturwissenschaftlichen Unterrichtsräume (Fachkabinette) versehen wurde. Die Kosten beliefen sich auf rund 20 Millionen Euro, davon 6,4 Millionen Euro vom Land Sachsen.[8] Später wurde am nördlichen Ende des Schulgeländes noch eine Sporthalle errichtet.
- Astrid-Lindgren-Schule (Grundschule), Volksgartenstraße
- Clara-Wieck-Schule (Grundschule), Stöckelstraße
- 20. Schule (Oberschule), Bästleinstraße
- Schule für geistig Behinderte Schloss Schönefeld
- Akademie für Kreativitätspädagogik, Braunstraße

### Sport
Im Nordosten Schönefelds wurde von 1958 bis 1966 der Sportpark Nordost angelegt. Hier befindet sich die 1990 gegründete Sportschule „Egidius Braun“ des Sächsischen Fußball-Verbandes. Das acht Hektar große Sportschulgelände beherbergt die größte Kunstrasenhalle Deutschlands mit einer Größe von 90 m × 60 m, zwei Rasenplätze, einen Kunstrasenplatz mit Flutlicht sowie ein Hotel.	
Auf dem Gelände der Sportschule befindet sich auch das Steffi-Graf-Nachwuchszentrum des Sächsischen Tennis-Verbandes.

## Söhne und Töchter des Ortes
- Moritz August von Thümmel (1738–1817), Schriftsteller
- Hans Wilhelm von Thümmel (1744–1824), Minister im Herzogtum Sachsen-Gotha-Altenburg
- Hedwig von Eberstein (1817–1900), Rittergutsbesitzerin und Stifterin
- Otto Säuberlich (1853–1928), Verleger
- Wilhelm Müller-Schönefeld (1867–1944), Maler und Lithograf
- Albin Grau (1884–1971), Filmarchitekt
- Otto Runki (1899–1945), Widerstandskämpfer gegen den Nationalsozialismus
- Herbert Böhme (1907–1990), Politiker (SPD)
- Hans Richter (1912–1978), Mathematiker
- Heinz Rauch (1914–1962), Politiker (KPD/SED)